# Panche
I Panche erano una tribù amerindia di origine caribe, che parlavano una lingua appartenente alla famiglia delle lingue caribe. Il loro territorio si estendeva dalla regione occidentale di Cundinamarca fino alla valle del fiume Magdalena (fiume).
La nazione dei Panche venne creata dall'unione di diverse tribù indigene, come i Tocaima, Anapuima, Suitama, Lachimí, Anolaima e Síquima. Quando i primi conquistadores giunsero in queste terre, vi erano più di 200.000 persone che abitavano presso il fiume Magdalena.
La loro pelle era di colore rossastro. Non usavano vestiti di alcun tipo, e usavano dei gioielli d'oro come ornamento. Usavano armi, principalmente mazze, archi e frecce. Preparavano misture velenose usando il veleno di serpenti e ragni, applicandolo alle frecce. La tribù dei Tocaima era la più "civilizzata" e pacifica, mentre i Síquimas erano i più bellicosi e propensi alla guerra.
La popolazione viveva in diversi villaggi, tutti dipendenti da quello dove il cacique (capo) viveva. I villaggi non erano facilmente raggiungibili e vi era un unico sentiero, dove venivano create delle trincee profonde come protezione contro attacchi nemici.
I Panche usavano la ceramica per creare oggetti. Sapevano creare vestiti con una tecnica rudimentale del cucito. La loro musica aveva connotazioni artistiche e religiose, e veniva suonata con diversi strumenti, come raganelle, conchiglie di mare, campanelline, e tamburi.
| Controllo di autorità | LCCN (EN) sh2005003489 · J9U (EN, HE) 987007549392205171 |